# Thymus eravinensis
Thymus eravinensis — вид рослин родини глухокропивові (Lamiaceae), ендемік Сибіру (Бурятія, Чита, Іркутськ).

## Опис
Листки щільні, від лінійних до довгасто-зворотнояйцюватих, 2–5 мм; зверху довго волосаті. Чашечка волосата при основі, горішньо оголена; квіти 4–6 мм завдовжки.

## Поширення
Ендемік Сибіру (Бурятія, Чита, Іркутськ).